# Šuwaliyat
Šuwaliyat (Nominativ: Šuwaliyaz) ist ein hethitischer Gott. In althethitischer Zeit wurde er beim KI.LAM-Fest zusammen mit der hethitischen Getreidegöttin Ḫalki verehrt. Das könnte darauf hinweisen, dass die Natur des Šuwaliyat der des hethitischen Vegetationsgottes Telipinu ähnelt, der das Getreide wachsen lässt.
In den Opferlisten für die Opferrunden im Tempel des Wettergottes in der hethitischen Hauptstadt Ḫattuša wird Šuwaliyat direkt neben den als Torwächter dienenden Damnaššara-Sphingen erwähnt. Im gleichen Zusammenhang wird er andernorts auch in der Pluralform Šuwaliyateš erwähnt. Dies könnte ein Hinweis darauf sein, dass es sich bei Šuwaliyat um eine Wächtergottheit handelt.
Dem Šuwaliyat entspricht der hurritische Gott Tašmiš, der Bruder des Wettergottes Teššub (hethitisch Tarḫunna). Als Tašmiš ist er im hurritisch-hethitischen „Gesang um Ullikummi“ der Wind oder Sturm, der den Wettergott begleitet. Auch ist er der ältere Bruder und Wesir des Teššub. Die Schwestern von Tašmiš sind im hurritisch-hethitischen Mythos Šauška und die Flussgöttin Aranzaḫ (Tigris). Im hurritisch-hethitischen „Gesang von der Freilassung“ besuchen der Wettergott und sein Bruder die Unterweltsgöttin Allani (hethitisch Sonnengöttin der Erde).
Šuwaliyat wurde außerdem mit den mesopotamischen Göttern Uraš und Ninurta gleichgesetzt.